# Dinotrema tuberculatum
Dinotrema tuberculatum é uma espécie de insetos himenópteros, mais especificamente de vespas parasíticas pertencente à família Braconidae.
A autoridade científica da espécie é van Achterberg, tendo sido descrita no ano de 1988.
Trata-se de uma espécie presente no território português.